# Ceumpedak
Ceumpedak is een bestuurslaag in het regentschap Aceh Utara van de provincie Atjeh, Indonesië. Ceumpedak telt 230 inwoners (volkstelling 2010).